# Guido IV van Spoleto
Guido IV van Spoleto (†897) was prins van Benevento van 895 tot 897. Hij was een telg uit geslacht de Widonen.

## Familie
Guido IV was de zoon van Guido III van Spoleto, zijn oom Guido II van Spoleto en zijn neef Lambert II van Spoleto waren  koningen van Italië. Zijn zus Itta was getrouwd met Guaimar I van Salerno.

## Levensloop
Guido IV was nog een kind toen zijn vader stierf en als hij meerderjarig werd, waren alle postjes bezet. Hij kreeg de vrijgeleide om het pas door de Byzantijnen ingepalmde vorstendom Benevento te veroveren, waar hij in 895 slaagde. In 897 op weg voor bespreking met zijn neef koning Lambert II werd hij door Alberik vermoord, vermoedelijk in opdracht van Berengarius, tegenkoning van Italië.
De moeder van Lambert II, Ageltrude stelde voor dat haar broer Radelchis II terug prins van Benevento zou worden. Lambert zelf stierf in 898 in verdachte omstandigheden en werd opgevolgd door Alberik. In 899 was Berengarius de enige koning van Italië.